# Michèle Audin
Michèle Audin, nascuda el 3 de gener de 1954 a Alger, és un matemàtica i escriptora francesa.

## Biografia
És filla del matemàtic Maurice Audin, mort sota tortura, · el juny de 1957, després d'haver estat arrestat pels paracaigudistes del general Massu, i de la seva muller Josette.
L'1 de gener del 2009, va rebutjar la Legió d'Honor, a causa de la negativa del president de la República, Nicolas Sarkozy, a respondre a una carta de la seva mare sobre la desaparició del seu pare.Finalment, al setembre del 2018, el president francès Emmanuel Macron, va admetre que Maurice Audin va ser torturat fins a la mort i va demanar disculpes en nom de França.
Antiga alumna de l'École normale supérieure de Sèvres, fou professora a l'Institut de Recerca Matemàtica Avançada (IRMA) d'Estrasburg des de l'1 d'abril de 1987 al 28 de febrer del 2014. La seva investigació se centra especialment en el camp de la geometria simplèctica. Va ser cooptada a Oulipo el 2009.
Es va interessar pel grup Bourbaki i va publicar la correspondència (1928-1991) de dos membres d'aquest grup, els matemàtics Henri Cartan i André Weil. També va publicar un treball dedicat a la matemàtica russa Sófia Kovalévskaia.

## Obra

### Publicacions
- Amb Ana Cannas da Silva, Eugène Lerman : Symplectic geometry of integrable Hamiltonian systems, Birkhäuser 2003.
- Géométrie, EDP Sciences, 2005, en línia
- Hamiltonian systems and their integrability, AMS, 2008
- Souvenirs sur Sofia Kovalevskaïa, Calvage et Mounet, 2008.
- Fatou, Julia, Montel, le Grand Prix des sciences mathématiques de 1918, et après, Springer, 2009
- Une histoire de Jacques Feldbau, Société mathématique de France, collection T, 2010.
- Correspondance entre Henri Cartan et André Weil (1928-1991), Documents Mathématiques 6, SMF, 2011 en línia Arxivat 2016-03-03 a Wayback Machine.  PDF.
- Une vie brève, Gallimard - L'arbalète, 2013, Premi Ève-Delacroix
- Cent vingt et un jours, Gallimard - L'arbalète, 2014
- Mademoiselle Haas, Gallimard - L'arbalète, 2016
- La formule de Stokes, roman (en francès).  Cassini, 2016. ISBN 9782842252069.
- Comme une rivière bleue, Gallimard, coll. « L'arbalète », 2017
- Oublier Clémence, Gallimard, coll. « L'arbalète », 2018 ISBN 978-2072821172
- Eugène Varlin, ouvrier relieur 1839-1871, Libertalia, 2019 ISBN 978-2377290864 
Presentació d'escrits d'Eugène Varlin